# Haibar-Pahtúnhva

Haibar-Pahtúnhva Pakisztán közigazgatási térképén

Haibar-Pahtúnhva (urdu nyelven: خیبر پختونخوا ; pastu nyelven: خیبر پښتونخوا; angolul: Khyber Pakhtunkhwa) Pakisztán négy tartományának egyike. Fővárosa Pesavar.
Neve 2010-ig Északnyugati határtartomány (North-West Frontier Province, NWFP) volt, e néven is gyakran említik.

## Földrajz
Az ország északnyugati részén terül el. Északon és nyugaton Afganisztánnal, keleten és északkeleten Kasmír Pakisztán által igazgatott területeivel, délkeleten Pandzsáb tartománnyal, délnyugaton pedig Beludzsisztán tartománnyal határos. Haibar-Pahtúnhva nyugati határszéli területei korábban FATA („Szövetségileg Igazgatott Törzsi Területek”) néven voltak ismertek, és 2018-ig fél-autonómiát élveztek.
A tartomány területe 101 741 km², lakossága 2017-ben körülbelül 35,5 millió fő volt.
A nagyrészt hegyvidékekkel, hullámos felszínű hegylábi területekkel és hegyekkel övezett síkságokkal borított tartományt kettéosztja a nyugat–kelet irányban húzódó Kabul folyó. Ettől északra a hegyláncok többnyire észak–déli irányban húzódnak, a folyótól délre pedig főként nyugat–keleti irányban. Északi részén a Hindukus hegyei emelkednek, köztük a hegység legmagasabb csúcsa, a 7690 méteres Tiricsmir. A Hindukust ebben a tartományban a Kunar folyó osztja két részre, az Északi-Hindukusra és a Hindurádzsra. A tartomány keleti részén a Kis-Himalája hegyláncai közé dombvidékek és kis területű síkságok ékelődnek. Ez a vidék igen földrengésveszélyes, 2005-ben például több ezer áldozatot követelt egy rengés.
Bár a Kabul folyó Pesavar környéki, termékeny talajú völgye csak kevesebb mint egytizedét teszi ki a teljes tartomány területének, mégis a lakosság mintegy fele itt él. Maga a főváros, Pesavar, ennek a völgynek a nyugati részén épült fel. Tőle nyugatra található a Haibar-hágó, amely régóta a legjelentősebb átkelő Afganisztán és az indiai szubkontinens között.
A hegyvidékek éghajlatát a hideg telek és hűvös nyarak jellemzik, de a hőmérséklet dél felé haladva jelentősen emelkedik. Az éves csapadékmennyiség területi eloszlása egyenetlen, de a tartományra jellemző átlag a 400 mm; ennek jelentős része januártól áprilisig hull.

## Történelem
2010-ig Északnyugati határtartomány volt a neve. Brit India főbiztosi tartománya volt, amelyet 1901. november 9-én hoztak létre Pandzsáb tartomány északnyugati kerületeiből. Az 1947-ben tartott népszavazást követően, amely arról szólt, hogy a tartomány Pakisztánhoz vagy Indiához csatlakozzon, a tartomány nagy többséggel a Pakisztánhoz való csatlakozás mellett szavazott, és ennek megfelelően 1947. augusztus 14-én csatlakozott az országhoz. A tartományt 1955-ben feloszlatták, és Nyugat-Pakisztán tartományba olvasztották, majd 1970-ben újraalakították.[forrás?]